# الألعاب الأولمبية الشتوية للشباب 2012
الألعاب الأولمبية الشتوية للشباب 2012 تعرف رسمياً بالألعاب الأولمبية الشتوية الأولىهو حدث دولي متعدد الرياضات للشباب أقيمت في إنسبروك في النمسا من 13 يناير 2012 وحتى 22 يناير 2012. يقام هذا الحدث كل أربع سنوات ويعد من أكبر الأحداث على مدار العام. يتوقع مشاركة 1100 رياضي من 70 دولة. تم اعلان قرار اختيار إنسبروك لاستضافة الألعاب يوم 12 ديسمبر 2008 بعد تصويت بريدي جرى من قبل 105 أعضاء في اللجنة الأولمبية الدولية. بذالك أصبحت إنسبروك المدينة الوحيدة التي تستضيف 3 دورات أولمبية، حيث استضافة الألعاب الأولمبية الشتوية 1964 والألعاب الأولمبية الشتوية 1976.

## التنظيم

### اختيار المدينة المنظمة
اعتمدت اللجنة الأولمبية الدولية 4 مدن لكي تتنافس على سباق تنظيم الألعاب في أغسطس 2008. المتزلجة السويدية بيرنيلا فيبيرغ كانت المفوضة لتقييم نتائج المدن المرشحة. في نوفمبر 2008 تم حذف مدينتين (هاربين وليلهامر) من قائمة الترشح ليتركوا المنافسة بين كووبيو وإنسبروك. وفي ديسمبر صدر القرار النهائي لتفوز إنسبروك بحق التنظيم بنتيجة 84 مقابل 15 صوت لكووبيو الفنلندية.
| المدينة | البلد  | مجموع الأصوات |
| إنسبروك | النمسا | 84            |
| كووبيو  | فنلندا | 15            |

### البنية التحتية والميزانية
جميع الأماكن التي ستستخدم (إلى جانب قرية الرياضيين) كانت قائمة عندما منحت إنسبروك الألعاب في 2008. لذالك اقترحت إنسبروك ميزانية تقدر ب$22.5 مليون دولار أمريكي لتنظيم الألعاب. القرية الرياضية ستكلف قرابة 121$ مليون دولار لبنائها.

### التسويق

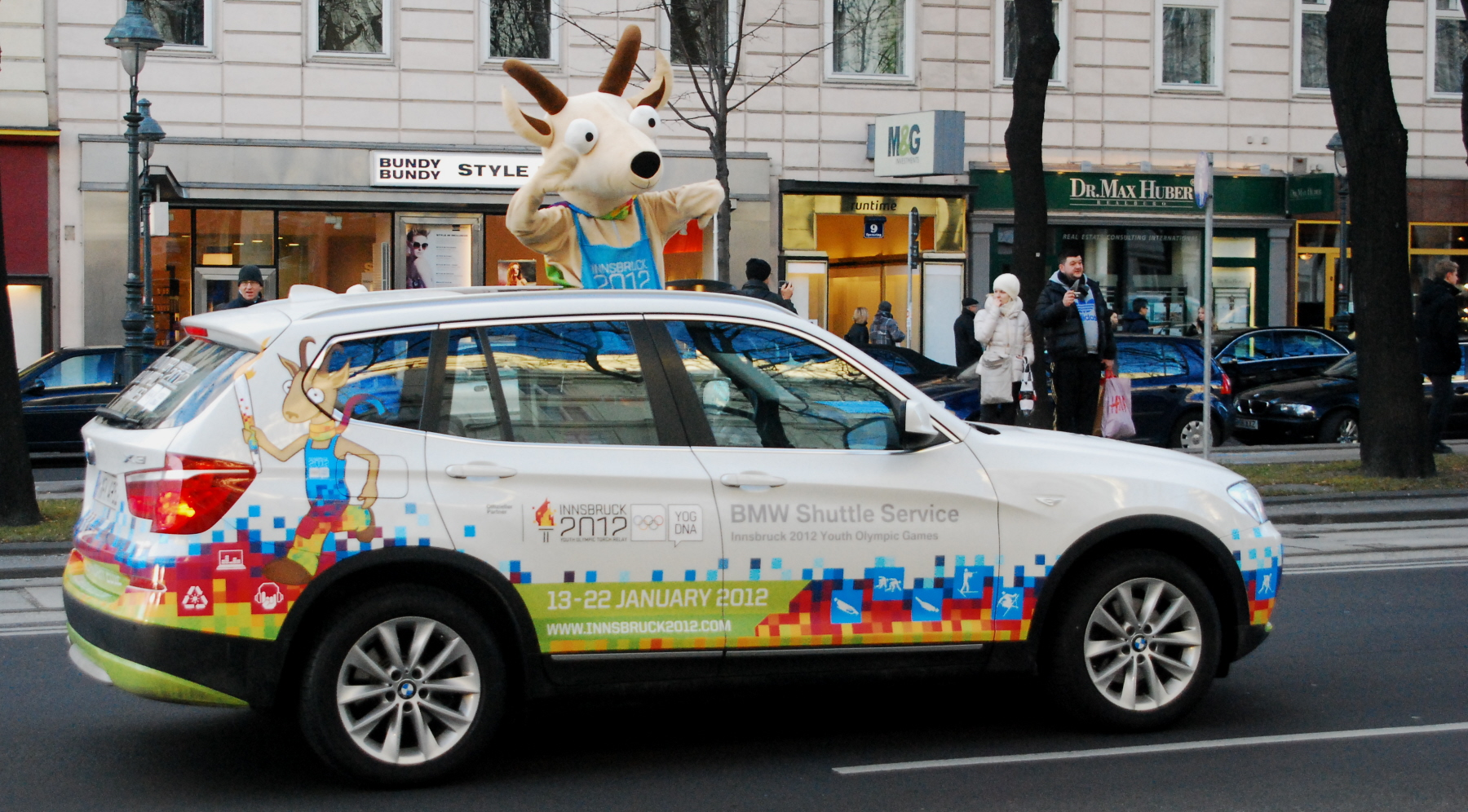
سيارة بي إم دبليو مع شعار ألعاب إنسبروك 2012 بينما تبدو التعويذة عليها.

تسويق اللألعاب يشمل الراعي سيارات بي إم دبليو الملونة مع شعار إنسبروك 2012 ومعلومات لنشر الوعي في جميع أنحاء النمسا.

### الأماكن

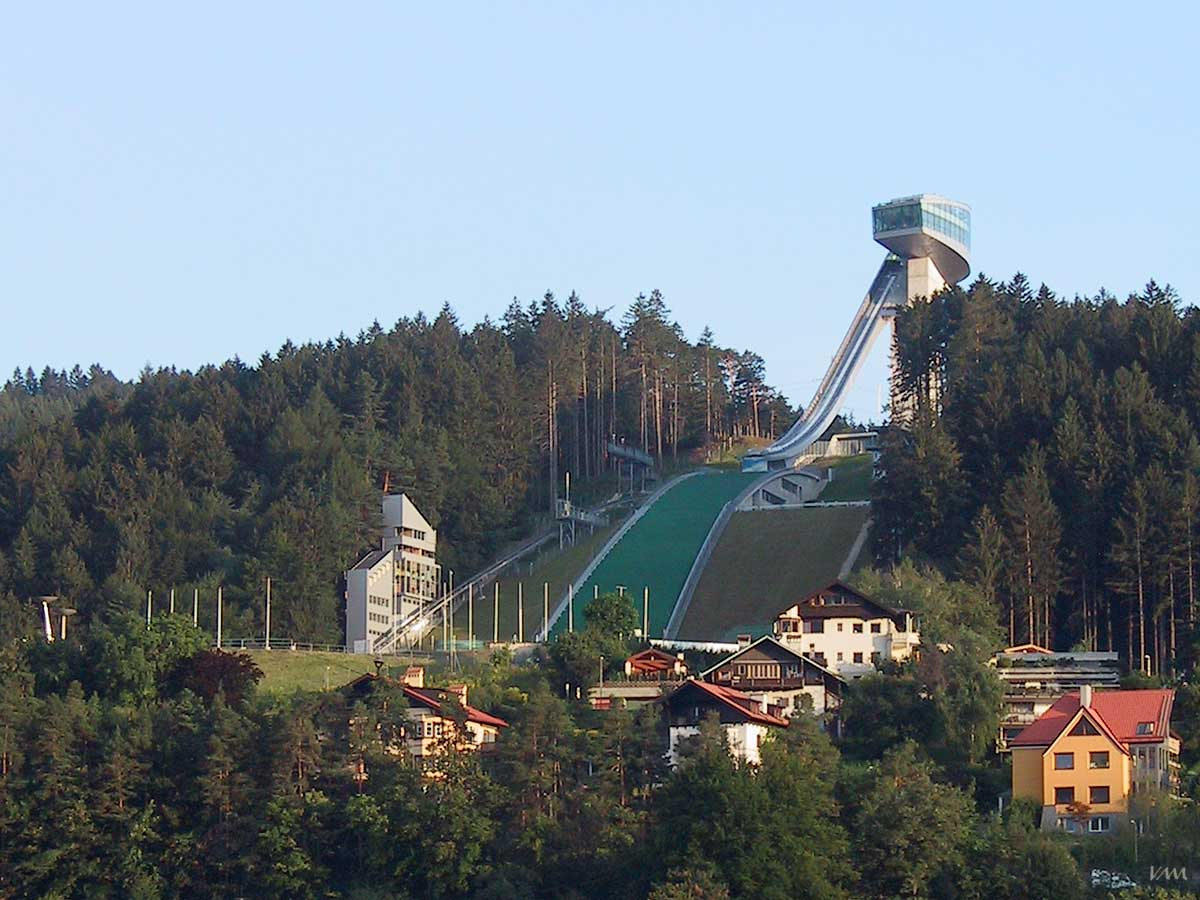
برغيسلشانزه ستستضيف الحفل الافتتاحي للحدث.

تقع جميع الأماكن في مكان الكتل في المنطقتين الكبار في إنسبروك وسيفيلد، أوليمبياوولد إنسبروك وسيفيلد أرينا. توجد جميع الأماكن باستثناء ملاعب الكيرلينج والبياثلون المؤقتة.
| المكان                       | الموقع  | الرياضات                                   | السعة   |
| ---------------------------- | ------- | ------------------------------------------ | ------- |
| برغيسلشانزه                  | إنسبروك | الحفل الافتتاحي                            | 28,000  |
| مركز إنسبروك الأولمبي للتزلج | إنسبروك | تزلج جماعي زحاف ثلجي سباق الزلاجات الصدرية | 1,500   |
| سيفيلد أرينا                 | سيفيلد  | بياثلون تزلج ريفي تركيب شمالي قفز تزلجي    | 2,500   |
| ملعب إنسبروك الجليدي         | إنسبروك | تزلج سريع                                  | 2,900   |
| كوهتاي                       | إنسبروك | تزلج الحر تزلج على الثلوج                  | 1,000   |
| قاعة تيرول للتزلج            | إنسبروك | هوكي الجليد                                | 3,130   |
| القاعة الأولمبية             | إنسبروك | تزلج فني سباقات الحلبة القصير              | 10,000  |
| باتشيركوفل                   | تيرول   | تزلج جبلي                                  | لا يوجد |
| مركز إنسبروك للمعارض         | إنسبروك | كيرلينج                                    | 1,000   |

## الألعاب

### الرياضات
سوف تتكون الألعاب الأولمبية الشتوية من 63 ميدالية ذهبية توزع على 7 رياضات.
| - (9) () - (5) () - (2) () - (5) () | - (2) () - (5) () - (4) () - (4) () | - (4) () - (1) () - (5) () - (2) () | - (3) () - (4) () - (8) () |

### الروزنامة
قالب:روزنامة الألعاب الأولمبية الشتوية للشباب 2012